# 亞歷山大·謝苗諾維奇·波諾馬廖夫
亚历山大·謝苗諾維奇·波诺马廖夫（烏克蘭語：Олександр Семенович Пономарьов；1918年4月23日—1973年6月7日），前苏联烏克蘭足球运动员及主教练。他出生于烏克蘭科爾孫，該村位於東部城市戈爾洛夫卡附近。波諾馬廖夫在球员生涯中曾随莫斯科鱼雷足球俱乐部夺得1949年的苏联杯冠军，并在苏联足球超级联赛中射入152球。1972年他成为苏联国家足球队主教练，并率队夺得1972年欧洲足球锦标赛亚军。此外，他也曾先后率领莫斯科迪纳摩夺得苏联超级联赛季军和苏联国奥队夺得1972年奥运会铜牌。波诺马廖夫在55岁时于莫斯科逝世。